# Krinitchne
Krinitchne (ukrainien : Криничне ; russe : Криничное, Krinitchnoïe) est une commune urbaine de l'oblast de Louhansk, en Ukraine. Elle compte 3 961 habitants en 2021. Cette commune du Donbass fait partie de la république populaire de Lougansk.

## Géographie
La commune se trouve à 18 km de Dovjansk (Sverdlovsk) sur les hauteurs de la rivière Koundrioutchia (affluent du Donets). La frontière avec la Russie se trouve à l'est du village.

## Histoire
La localité est fondée vers 1806 avec la venue de serfs du colonel-comte Piotr Vassilievitch Orlov originaires des villages de Rovenki et Krasnovka. Le village est connu comme « village de la Koundrioutchia ». En 1820, il appartient à la veuve du général d'infanterie, Ekaterina Dmitrievna Orlova. Il prend le nom de sloboda Petrovskaïa Koundrioutchia, puis dans la seconde moitié du XIXe siècle il s'appelle Krinitchnaïa ou Krinitchna jusqu'en 1920. La localité est le centre administratif de la volost de Krinitchna et fait partie de l'okroug militaire de la Mious, puis à partir de 1898 de l'okroug de Taganrog de l'oblast militaire du Don. 

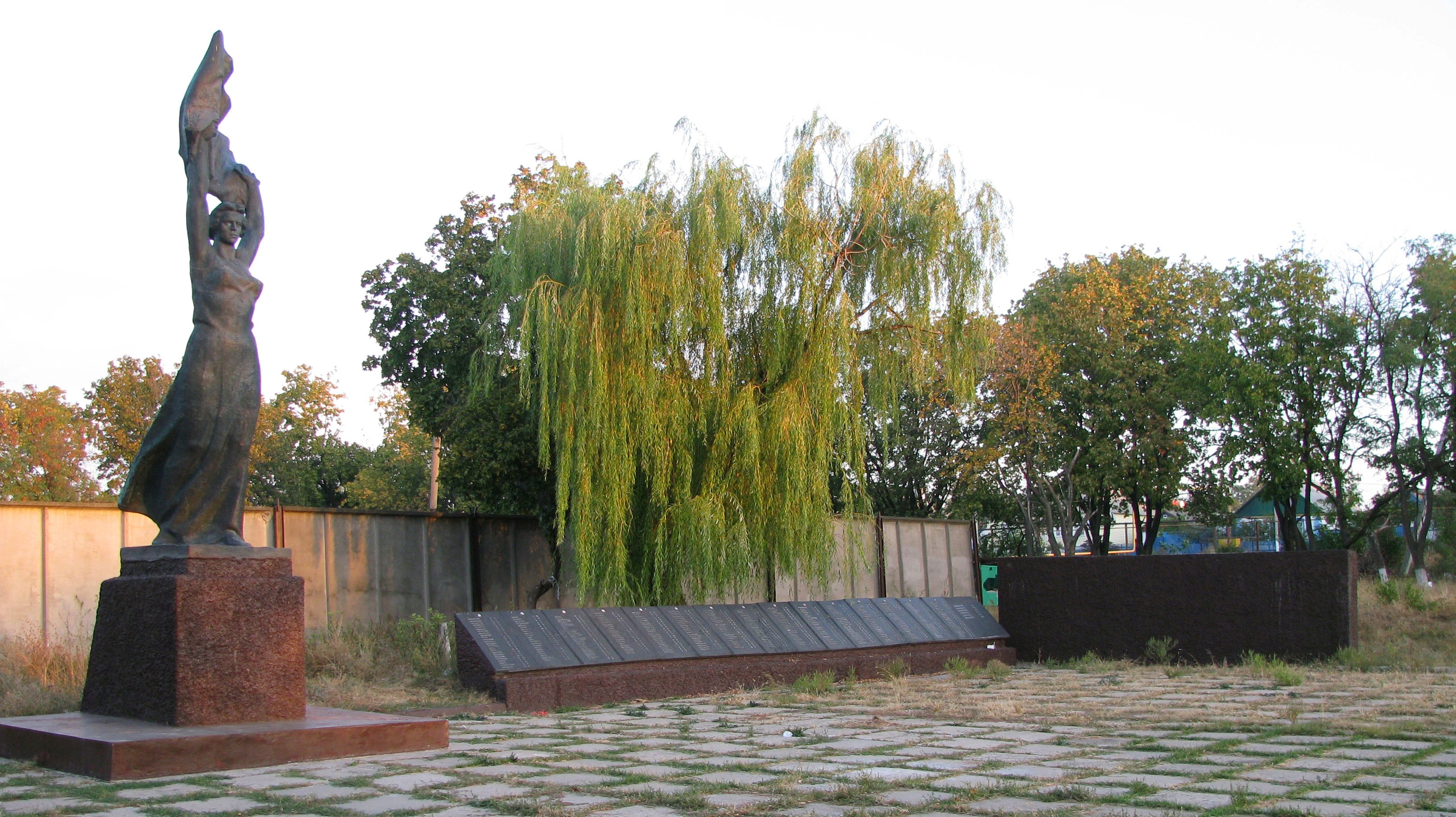
Monument aux morts de la Grande Guerre patriotique.

Le pouvoir bolchévique s'y installe en décembre 1917 et ensuite des combats avec l'armée blanche ont lieu dans les environs. En 1920, sous le pouvoir soviétique, la localité prend le nom d'un député du conseil des paysans, Birioukov, tué par les blancs en mars de cette année. Pendant la Grande Guerre patriotique, plus d'un millier d'habitants du lieu s'engagent au front. Trois cent quarante y trouvent la mort et plus de sept cents soldats reçoivent des décorations militaires et l'un est fait héros de l'Union soviétique, le sergent Ivan Chevtchenko, qui abattit sept chars allemands.
Le village reçoit son statut de commune urbaine en 1964. On trouve en 1972 un kourgane de l'âge du Bronze. Il y avait 5 237 habitants en 1989 et 4 027 habitants en 2013.
La commune est administrée par la république populaire de Lougansk depuis le printemps 2014.
Le 12 mai 2016, la rada ukrainienne du gouvernement central de Ukraine décide de lui donner le nom de Krinitchne dans le cadre de la politique de décommunisation. Mais ce changement de nom n'est pas reconnu par la RPL.